# مانوس بونجمونغ
مانوس بونجمونغ (بالتايلندية: มนัส บุญจำนงค์) (مواليد 23 يونيو 1980) هو ملاكم تايلاندي، مثّل بلاده في الألعاب الأولمبية الصيفية في دورتي 2004 و2008.

## روابط خارجية
مانوس بونجمونغ على موقع بوكس ريك (الإنجليزية) (registration required)
- مانوس بونجمونغ على موقع أوليمبيديا (الإنجليزية)